# Iván Koróvnikov
Iván Terentievich Koróvnikov (en ruso: Иван Терентьевич Коровников, Balakovo, Imperio ruso, 20 de enerojul./ 2 de febrero de 1902greg. – Moscú, Unión Soviética, 9 de julio de 1976) fue un líder militar soviético que combatió en las filas del Ejército Rojo durante la Segunda Guerra Mundial donde alcanzó el grado militar de teniente general (1942). Durante la guerra, tuvo un destacado papel, sobre todo en el Sitio de Leningrado y en las distintas ofensivas que el Ejército Rojo lanzó para liberar la ciudad y destruir al Grupo de Ejércitos Norte alemán.

## Biografía

### Infancia y juventud
Iván Koróvnikov nació el 2 de febrero de 1902 en la localidad de Balakovo en la gobernación de Samara del Imperio ruso en el seno de una familia de campesinos rusos.
En agosto de 1919, el departamento político del Grupo Especial del Frente Sur lo reclutó en las filas del Ejército Rojo, donde combatió en la guerra civil rusa como secretario del comisario militar y luchador político en el 280.º Regimiento de fusileros de la 32.ª División de fusileros del 10.º Ejército. Combatió en el Frente Sur contra las tropas del general Antón Denikin, cerca de Tsaritsyn y Kamishin, y participó en la ofensiva de los Frentes Sur y Sudeste de 1919-1920. En la primavera de 1920, como parte del 11.º Ejército del Frente del Cáucaso, participó en la operación de Bakú y en numerosas batallas contra bandas de guerrilleros antisoviéticos en Azerbaiyán y Daguestán.

### Preguerra
Después de la guerra, en abril de 1921, como asistente del comisario militar, sirvió sucesivamente en el 284.º Regimiento de Fusileros de la 32.º División de Fusileros y en el 280.º Regimiento de fusileros de la 97.º Brigada de Fusileros Independiente del Distrito Militar del Volga (PriVO). Después de graduarse de la Escuela Política-Militar del distrito en 1923, fue nombrado comisario militar del 11.º Batallón de artillería pesada del 16.º Cuerpo de Fusileros, luego fue comisario militar del 21.º Batallón de artillería pesada del 18.º Cuerpo de Fusileros.
En 1924 ocupó cargos políticos en la 1.ª División de Infantería del PriVO. En marzo de 1931 se graduó en los cursos de formación avanzada para personal político superior en la Academia Político-Militar del Ejército Rojo en Leningrado y en julio de 1931asumió el puesto de jefe del sexto departamento de la sede del PriVO. En septiembre de 1937, después de graduarse en la Academia Militar de Mecanización y Motorización del Ejército Rojo, fue nombrado comisario militar de la 9.º Brigada Blindada Independiente del 57.º Cuerpo Especial Motorizado, en diciembre de ese mismo año se desempeñó como comisario militar del cuerpo. En diciembre de 1939, fue asignado como profesor del Departamento de Táctica de la Academia Militar de Mecanización y Motorización del Ejército Rojo y en marzo de 1941, fue nombrado Subcomandante de la 2.ª División de Tanques del 3.er Cuerpo Mecanizado del Distrito Militar Especial del Báltico.

### Segunda Guerra Mundial

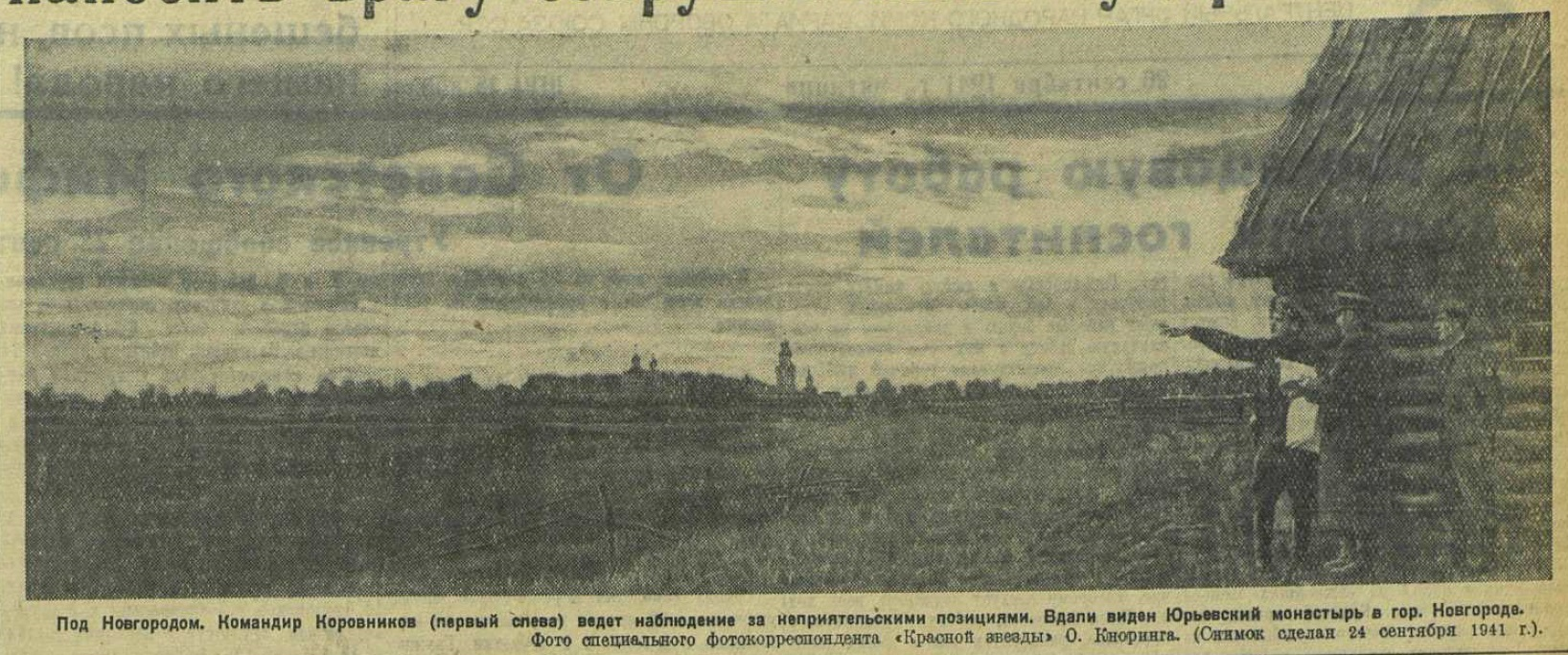
El comandante Koróvnikov (primero desde la izquierda) comprobando las posiciones enemigas. A lo lejos se puede ver el Monasterio de Yuriev en las montañas en los alrededores de Nóvgorod.

En junio de 1941, con el inicio de la invasión alemana de la Unión Soviética, la 2.ª División de Tanques de Koróvnikov, participó en la batalla fronteriza en el Frente Noroeste, que se libró en el territorio de Lituania en los alrededores de la ciudad de Raseiniai. En julio, fue nombrado subcomandante del 12.º Cuerpo mecanizado, y en agosto de 1941, subcomandante del Grupo Operativo de la Dirección Dvisnk del Frente Norte y posteriormente comandante del Grupo de Fuerzas del Ejército de Nóvgorod del Frente Noroccidental. Bajo su liderazgo, las tropas del grupo ocuparon la orilla oriental del río en los alrededores de Nóvgorod. En enero de 1942, estuvo al mando del Grupo Operativo del 2.º Ejército de Choque del Frente del Vóljov. En marzo, Korovnikov resultó herido cerca de Myasny Bor.
En abril de 1942, fue nombrado comandante del 59.º Ejército, que formó parte sucesivamente de los frentes Vóljov, Leningrado y Primer Frente Ucraniano. El ejército bajo su mando participó en la operación ofensiva de Liubán, junto con el 2.º Ejército de Choque, convirtiéndose en la fuerza de ataque del frente durante la operación. Entre mayo y junio de 1942, el ejército libró batallas extremadamente duras y sangrientas en la operación para liberar al 2.º Ejército de Choque que había sido cercado tras el fracaso de la ofensiva de Liubán.
Entre enero y febrero de 1944, las tropas bajo su mando participaron en la operación ofensiva de Leningrado-Nóvgorod, durante la cual el Grupo de Ejércitos Norte alemán fue derrotado, además permitió levantar por completo el Sitio de Leningrado y finalmente, liberar la mayor parte del óblast de Leningrado, destacándose especialmente durante la operación ofensiva de Nóvgorod-Luga. Posteriormente, el ejército participó en la ofensiva de Víborg-Petrozavodsk, ofensiva del Vístula-Óder y en la batalla de Praga.

### Posguerra
En julio de 1945, después del fin de la guerra Korovnikov comandó las tropas del Distrito Militar de Stávropol. Después de graduarse, en abril de 1946, en los Cursos Académicos Superiores de la Academia Militar del Estado mayor de las Fuerzas Armadas de la URSS fue nombrado jefe de la Dirección de Personal de Armas Combinadas y Jefe Adjunto de la Dirección Principal de Personal (GUK) de las Fuerzas Armadas de la URSS. En julio de 1947, fue asignado como primer jefe adjunto a la Dirección Principal de Personal (GUK). Entre octubre de 1950 y enero de 1951, actuó temporalmente como jefe del GUK. En mayo de 1952, asumió el puesto de Jefe de la Dirección General de Automóviles y Tractores del Ministerio de Defensa de la URSS (En mayo de 1953, el departamento fue renombrado como Dirección de Automóviles y Tractores y en julio de 1961 como la Dirección Central de Automóviles y Tractores). Fue diputado de la II Convocatoria del Sóviet Supremo de la Unión Soviética (1946-1950).
Iván Koróvnikov se retiró del servicio activo en el ejército en septiembre de 1963 y fijó su residencia en Moscú donde murió el 9 de julio de 1976. Fue enterrado en el cementerio Novodévichi de la capital moscovita.

## Rangos militares
- Kombrig (8 de enero de 1938)
- Komdiv (22 de febrero de 1938)
- Mayor general (17 de noviembre de 1941)
- Teniente general (10 de noviembre de 1942)
- Coronel general (8 de agosto de 1955).[2]

## Condecoraciones
A lo largo de su carrera militar Iván Koróvnikov recibió las siguientes condecoracionesː
Unión soviética
- Orden de Lenin (21 de febrero de 1945)
- Orden de la Bandera Roja, cuatro veces (22 de junio de 1938, 3 de noviembre de 1944, 29 de junio de 1945 y 15 de noviembre de 1950)
- Orden de Suvórov de 1.er grado, dos veces (21 de febrero de 1944 y 6 de abril de 1945)
- Orden de Kutúzov de 2.do grado (28 de abril de 1943)
- Orden de la Estrella Roja, dos veces (1 de febrero de 1962, ...)
- Medalla Conmemorativa por el Centenario del Natalicio de Lenin
- Medalla por la Defensa de Leningrado (1943)
- Medalla por la Victoria sobre Alemania en la Gran Guerra Patria 1941-1945
- Medalla del 20.º Aniversario del Ejército Rojo de Obreros y Campesinos
- Medalla de Veterano de las Fuerzas Armadas de la URSS

Otros países
- Orden de la Bandera Roja (Mongolia)
- Medalla por la Victoria sobre Japón (Mongolia)
- Orden de la Cruz de Grunwald de 2.do grado (Polonia)
- Medalla de la Amistad Chino-Soviética (República Popular China)